# Shu Xiuwen
Shu Xiuwen, romanizzato in Shu Hsiu-wen (Anqing, 1915 – Pechino, 17 marzo 1969), è stata un'attrice e doppiatrice cinese, cresciuta nella più estrema povertà divenne tuttavia un'attrice di grande fama nel mondo del teatro e del cinema di Shanghai, prima della seconda guerra sino-giapponese. Recitò in numerose pellicole e rappresentazioni teatrali, tra cui la pellicola The Spring River Flows East. Nota per la sua versatilità e per il suo talento nel rappresentare una vasta gamma di personaggi, venne riconosciuta come una delle attrici più acclamate nella storia dello spettacolo in Cina. Dopo la fondazione della Repubblica Popolare Cinese nel 1949 venne nominata membro della Conferenza politica consultiva del popolo cinese e del Congresso nazionale del popolo. Tuttavia venne pesantemente perseguitata all'inizio della rivoluzione culturale nel 1966 e morì nel 1969.

## Biografia
Nata nella città di Anqing, nella provincia di Anhui, da una famiglia molto povera, aveva tre sorelle e suo nonno era un eminente Funzionario-letterato, tuttavia la sua famiglia era di umili condizioni. All'età di sei anni si trasferì con la famiglia a Pechino, dove entrambi i genitori, che erano insegnanti, ricevettero un incarico in una scuola secondaria. Quando aveva sedici anni ed entrò anche lei nella scuola secondaria, suo padre perdette il lavoro e fu costretta ad abbandonare gli studi nel 1929. Dopo aver perso entrambi il lavoro, i suoi genitori caddero vittime del consumo di oppio e finirono per indebitarsi gravemente per soddisfare la propria dipendenza; al punto tale che suo padre cercò di venderla per ripagare i suoi debiti, tuttavia la giovane Shu riuscì a fuggire e a vivere escogitando diversi modi per sopravvivere, tra i quali quello di escort e ballerina nei locali di Viale Chang'an.

Considerando umiliante la sua condizione ed i suoi espedienti per vivere, l'allora sedicenne Shu si trasferì a Shangai nella primavera del 1931 per cercare nuove e migliori opportunità. Riuscì a trovare lavoro come insegnante di lingua cinese standard presso la compagnia cinematografica Tianyi Film Company e prestò la sua voce in qualità di doppiatrice per la pellicola Sing-song Girl Red Peony. In questo stesso periodo conobbe l'attrice più in voga dell'epoca, Chen Yumei, nonché stella della Tianyi Film Company, che permise alla giovane Shu di recitare in un ruolo minore nella pellicola del 1932 Una ragazza di nome Yunlan. Il suo talento ben presto le permise di lavorare con diverse compagnie teatrali, in particolare con la  Jimei Troupe, grazie alla quale conobbe il celebre drammaturgo Tian Han. Tuttavia il governo del Kuomintang impose la soppressione della compagnia per le sue attività propagandiste in favore dell'ideologia comunista, arrestando uno dei migliori amici di Shu, l'attore teatrale Gui Jiangong. Questa esperienza convinse Shu a impegnarsi sempre di più nella propaganda comunista e quando Tian Han formò la nuova compagnia Primavera ed Autunno si unì ad essa diventandone l'attrice di maggiore spicco, recitando in drammi come Morte di una stella, Sette donne nella tempesta e Omicidio di un infante.

Seguendo Tian Han, Shu firmò un contratto con la nuova compagnia cinematografica fondata da quest'ultimo, la  Yihua Film Company. Quando nel 1937 scoppiò la Seconda guerra sino-giapponese, la maggior parte degli studi cinematografici di Shangai vennero distrutti nella lunga battaglia di Shanghai. Shu Xiuwen si unì all'esodo di massa di rifugiati raggiungendo la nuova capitale Chongqing, dove iniziò a lavorare per la compagnia cinematografica governativa China Film Studio.